# Лайонел Лог
Лайонел Джордж Лог (англ. Lionel George Logue; 26 лютого 1880, Аделаїда, Південна Австралія — 12 квітня 1953, Лондон, Велика Британія) — австралійський логопед, найбільш відомий тим, що вилікував короля Георга VI, який страждав заїканням.

## Біографія

### Ранні роки
Лайонел Лог народився 26 лютого 1880 року на півдні Австралії, у місті Аделаїда. Він був старшим із чотирьох дітей у сім'ї. Його дід, Едвард Лог, був ірландцем, і в Австралію переїхав із Дубліна. У 1850 році він заснував власну броварню, яка після його смерті була поглинута Південно-Австралійською пивоварною компанією. Батько Лайонела, Джордж Едвард Лог, був бухгалтером на фірмі діда, а пізніше керуючим готелями Бернсайд, Елефант, Касл та Лавінія Ранкін. З 1889 по 1896 Лог відвідував Коледж принца Альфреда. Після закінчення школи в шістнадцять років він почав навчатися риториці у Едварда Рівза.
Едвард Рівз переїхав до Аделаїди в 1878 році, де почав працювати з учнями вдень, а ночами влаштовував досить популярні у глядачів вистави в залі Вікторія Холл. Починаючи з 1902 року Лайонел вже працював у Рівза секретарем і помічником, одночасно навчаючись музиці в консерваторії Університету Аделаїди. Згодом, працюючи на Рівза, Лог і сам почав давати сольні концерти, у яких його хвалили за «чистий, сильний голос».
Після смерті батька 17 листопада 1902 року Лог сам почав навчати риториці. До 1904 року він вже отримав непогану репутацію і навіть отримував схвальні відгуки у місцевій газеті. Однак він вирішив укласти контракт з інженерною фірмою на встановлення електропостачання на золотій копальні в Західній Австралії, в 2000 км на захід від міста Калгурлі.

## Професійна кар'єра
Професійна кар'єра Лога почалася в Перті (Австралія), де він, окрім навчання риториці, акторства та публічних виступів, ставив вистави та декламації, і навіть заснував клуб ораторів. Там же він брав участь у діяльності ІМКА та навчальних закладів: Жіночого методистського коледжу, Шотландського коледжу, Педагогічного коледжу Клермонт, Технічного училища Перта та монастиря Лорето.
У 1911 році Лог вирушає у навколосвітню подорож з метою вивчення нових методик ораторства та публічних виступів. Повернувшись до Перту після Першої світової війни, він розробив нові методики лікування для ветеранів, які страждали заїканням внаслідок контузії. Крім фізичних вправ, що сприяли поліпшенню дихання та роботи легенів пацієнтів, відмінною рисою методик лікування Лога були гумор, терпіння та «надлюдське співчуття».
У 1924 році Лог привіз свою дружину та трьох синів до Англії, нібито на відпочинок. Влаштувавшись там, він почав викладати риторику в школах у передмісті Лондона. 1926 року Лог відкрив контору з лікування дефектів промови на Гарлі-стріт, 146. Саме туди згодом прийшов герцог Йоркський, майбутній король Георг VI, у пошуках допомоги Лайонела. Лог використав свій гонорар від заможного клієнта, щоб субсидувати неплатоспроможних пацієнтів.
У 1935 році Лог став одним із засновників «Британського співтовариства логопедів», а в 1944 році заснував Логопедичний коледж.
Король Георг VI нагородив Лайонела Лога Королівським Вікторіанським орденом у 1944 році. Така висока честь від вдячного короля зробила Лога членом єдиного лицарського ордену, що присуджується за надання особистих послуг монарху.

### Лікування короля Георга VI
До сходження на престол Альберт, герцог Йоркський боявся публічних виступів через важку форму заїкання. Його заключна промова на Британській імперській виставці на стадіоні Вемблі (1923) 31 жовтня 1925 обернулася тяжким випробуванням як для оратора, так і для слухачів. Цей сумний досвід змусив герцога почати шукати спосіб вилікуватися від заїкуватості і звернутися до Лайонела Лога.
Діагностувавши у герцога погану координацію гортані та діафрагми, Лог призначив Альберту вокальні вправи, що займали близько години часу щодня. Методи лікування Лога дозволяли герцогу по-справжньому розслаблятися, завдяки чому вдавалося уникати м'язових спазмів, що викликають напруженість Кероллі Еріксон (2005). Як результат — мова герцога відтепер лише зрідка піддавалася випадковим коливанням. До 1927 року він міг впевнено розмовляти. Свій виступ на відкритті Будівлі Парламенту в Канберрі Альберт провів, жодного разу не заїкнувшись.

### Особисте життя
20 березня 1907 року Лог одружився з Міртл Грюнерт, 21-річною конторкою. Весілля пройшло в англіканському Соборі святого Георга, в Перті. Пізніше Міртл народила Логу трьох синів: Валентина, Лорі та Ентоні.
Більшість свого життя Лог був послідовником Християнської науки, проте після смерті дружини в 1945 році Лайонел всерйоз став цікавитися спіритуалізмом.
З 1933 до 1940року Лог із сім'єю жили в 25-кімнатній Вікторіанській віллі Бічгрув у Сіднемі.
Лайонел Джордж Лог помер 12 квітня 1953 року в Лондоні, у віці 73 років, через рік після смерті свого найзнаменитішого пацієнта Георга VI. Його тіло було кремоване.

### У масовій культурі
Онук Лога, Марк, у співавторстві з Пітером Конраді написали книгу про стосунки Лайонела Лога з герцогом Йоркським, майбутнім королем Георгом VI «Король говорить: Як одна людина врятувала британську монархію».
Пізніше скорочена назва книги була використана в британській історичній драмі 2010 року «Король говорить!», Сценарій якої був написаний Д. Сейдлером. У цьому фільмі Лайонела Лога зіграв Джеффрі Раш, Георга VI Колін Ферт, Едуарда VIII Гай Пірс.
У лютому 2011 року фільм переміг у чотирьох номінаціях на премію «Оскар», у тому числі в номінаціях «Найкращий фільм року» та «Найкраща чоловіча роль» (Колін Ферт).

## Посиланя
- Лист Лайонела Лога Георгу VI